# (37900) 1998 FF66
1998 FF66 (asteroide 37900) é um asteroide da cintura principal. Possui uma excentricidade de 0.11351260 e uma inclinação de 3.77376º.
Este asteroide foi descoberto no dia 20 de março de 1998 por LINEAR em Socorro.